# Jeanette Lindström
Maria Jeanette Lindström est une chanteuse, compositrice et parolière suédoise. Elle grandit à Östersund et à Ås (Krokom), dans le comté de Jämtland en Suède. Son père est percussionniste de jazz.

## Carrière
Lindström est une chanteuse de jazz. Elle enregistre son premier disque Another Country en 1995 avec le label Caprice Records. Deux autres albums suivent.
En 2003, elle entame une collaboration avec le groupe Bonnier Amigo Music sur l’album Walk. L'album et sa suite, In the Middle of This Riddle, ont été chaleureusement accueillis par le public et les critiques suédois et étrangers,. Sur l'album Whistling Away the Dark, elle a enregistré avec Palle Danielsson, Bobo Stenson, Jonas Östholm et Magnus Öström, un projet parallèle à celui de son groupe.
En 2007, la chanson Leaf, de l'album In the Middle of This Riddle, a été remixée par King Britt, un producteur et DJ de Philadelphie, et une piste de l'album a été choisie pour la compilation de Nu Jazz Saint-Germain-des-Prés Café (Volume sept). Son album Attitude & Orbit Control sort en octobre 2009 avec une contribution de Robert Wyatt.
Elle travaille avec le pianiste Steve Dobrogosz et le groupe ONCE dont le bassiste est Anders Jormin. Lindström est invitée comme soliste dans de petites formations ou de grands orchestres, des orchestres de chambre et des orchestres symphoniques. Elle participe à des tournées en Suède, mais aussi dans le monde entier.

## Prix
- Prix Jazz in Sweden en 1995
- Grammy suédois dans la catégorie meilleur album jazz en janvier 2010[7]

## Discographie
- Another Country (Caprice, 1995)
- I saw you (Caprice, 1997)
- Sinatra / Weill (Caprice, 1999)
- Feathers avec Steve Dobrogosz (Prophone, 2000)
- Walk (Amigo, 2003)
- In the Middle of This Riddle (Amigo, 2005)[8]
- Whistling Away the Dark (Amigo, 2006)
- Attitude & Orbit Control (Diesel Music, 2009)